# 자동 컴퓨팅 엔진

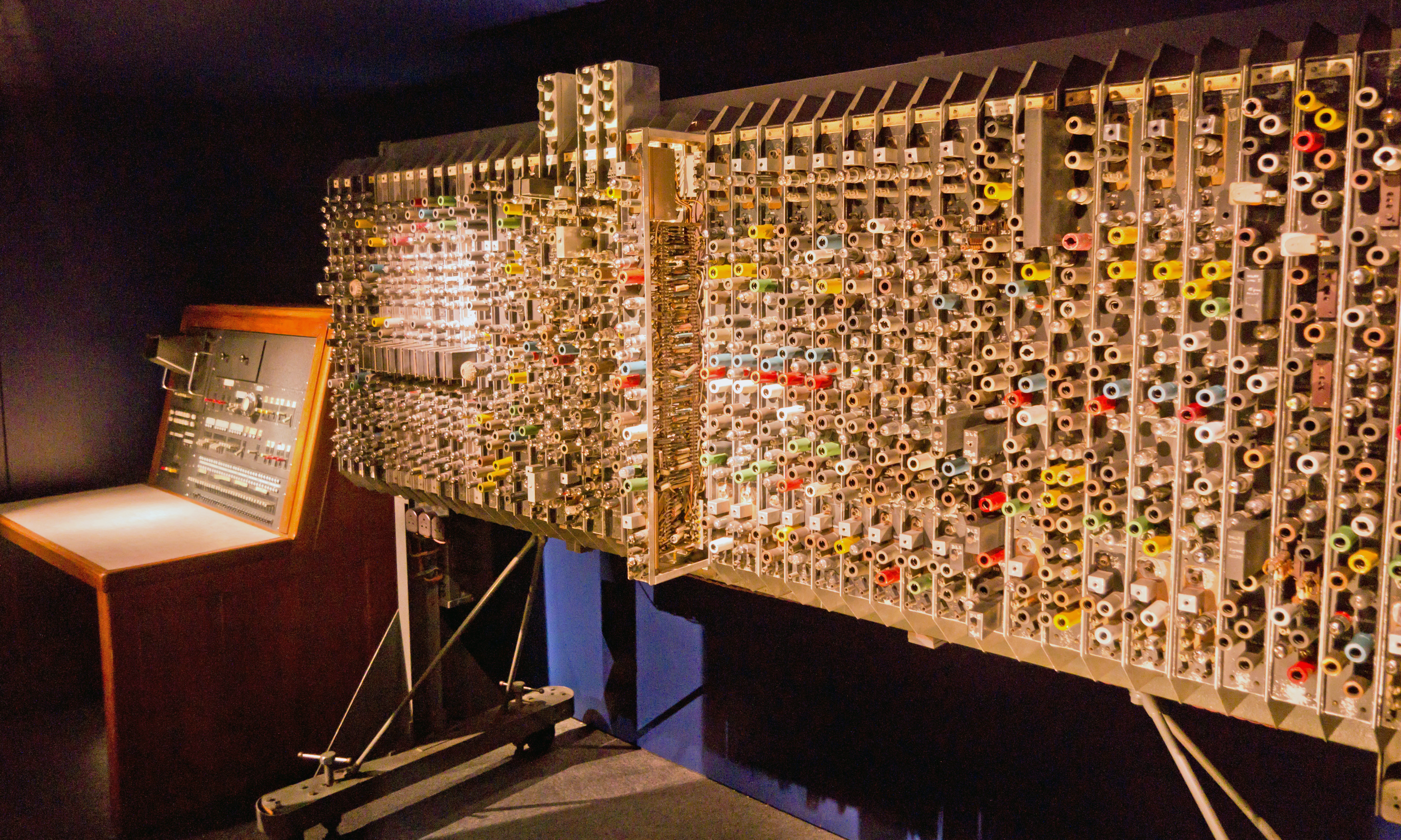
파일럿 에이스

자동 컴퓨팅 엔진(Automatic Computing Engine, ACE)은 앨런 튜링이 설계한 영국의 초기 전자 직렬 프로그램 내장식 컴퓨터이다. 튜링은 블레츨리 파크의 비밀 콜로서스 (컴퓨터) 컴퓨터로 몇 년 전에 경험을 쌓은 후 1945년 후반에 야심찬 설계를 완성했다.
ACE는 제작되지 않았지만 더 작은 버전인 파일럿 ACE가 국립물리연구소에서 제작되어 1950년에 가동되었다. ACE 설계의 더 큰 구현은 1955년에 가동된 MOSAIC 컴퓨터였다. ACE는 또한 벤딕스 G-15와 다른 컴퓨터로 이어졌다.

## MOSAIC
ACE 설계의 두 번째 구현은 MOSAIC(Ministry of Supply Automatic Integrator and Computer)였다. 이것은 토미 플라워스와 함께 10대의 콜로서스 컴퓨터를 구축한 돌리스 힐의 앨런 콤스와 윌리엄 챈들러가 구축했다. 이것은 멜버른의 RRDE(Radar Research and Development Establishment)에 설치되었고, 나중에 TRE(Telecommunications Research Establishment)와 합병하여 RRE(Royal Radar Establishment)가 되었다. 1952년 후반 또는 1953년 초에 첫 번째 시범 프로그램을 실행했고 1955년 초에 가동을 시작했다. MOSAIC에는 6,480개의 전자 밸브가 포함되어 있었고 약 75%의 가용성을 보였다. 4개의 방을 차지했고 초기 영국 컴퓨터 중 가장 컸는다. 레이더 데이터에서 항공기 궤적을 계산하는 데 사용되었다. 1960년대 초까지 계속 작동했다.